# Альпийская галка
Альпийская галка (лат. Pyrrhocorax graculus) — птица семейства врановых. Населяет альпийские луга и обнажённые скалы в горных районах Евразии и Северной Африки на высоте от 1260 до 5000 м над уровнем моря. Встреча стаи этих птиц недалеко от вершины Эвереста не только свидетельствует о том, что при необходимости птица может залетать ещё выше, но также подтверждает тезис, что это самое высокогорное позвоночное животное в мире.
Размером с галку, эта птица считалась её близкой родственницей, однако молекулярные исследования в начале XXI века опровергли это предположение. Ближайший родственник альпийской галки — клушица. У обеих птиц блестящее чёрное оперение и красные ноги, но у альпийской галки клюв жёлтый и почти прямой, а у клушицы красный и серповидный. Также заметно отличается вокализация обеих птиц. Для обеих характерен очень быстрый и манёвренный полёт. Большую часть жизни они проводят в стаях из сотни и более птиц.
Питается летом насекомыми и другими беспозвоночными, зимой плодами различных растений. В поисках корма часто посещает лыжные курорты, где крутится возле отелей и мусорных баков. Не боится человека. Гнездится в труднодоступных местах на скалистых карнизах, в расщелинах и обрывистых углублениях, иногда в нишах фасадов неиспользуемых построек. Гнездо из сучьев, травы и кусочков шерсти. В кладке 3—5 яиц сливочно-белого, кремового или зеленоватого фона с поверхностными пятнами.
Международный союз охраны природы считает вид в целом благополучным, при этом в ряде районов Европы его численность заметно сократилась вследствие антропогенной нагрузки. Наиболее серьёзной потенциальной угрозой существованию считается глобальное потепление.

## Систематика
Первое научное описание альпийской галки появилось в 1766 году в двенадцатом издании «Системы природы» Карла Линнея; автор присвоил ей название Corvus graculus, поместив в одну группу с другими врановыми птицами. Несколько лет спустя в 1771 году британский орнитолог Мармадюк Танстелл описал новый род Pyrrhocorax и включил в него два вида: описываемый и клушицу.
Долгое время полагали, что ближайшими родственниками обеих птиц являются типичные вороны (Corvus), особенно галка и даурская галка. Исследование ДНК и цитохрома b, проведённое группой шведских и американских учёных в 2000-х годах, показало, что Pyrrhocorax наряду с ракетохвостой сорокой (Temnurus temnurus) значительно старше этих птиц и на филогенетическом дереве находятся в корневой группе семейства врановых.
Вид представлен тремя подвидами, один из которых (P. g. graculus) распространён в Европе, Северной Африке, Малой Азии, на Кавказе и в Иране; второй (P. g. digitatus) — в горных системах Центральной Азии и Южной Сибири. Третий подвид — P. g. forsythi Stoliczka, 1874. Изменчивость проявляется в общих размерах: восточный подвид заметно крупнее, чем западный. Родовое название Pyrrhocorax является комбинацией двух древнегреческих слов: πύρρος («огненно-красный») и κόραξ («ворон»). Видовое название graculus — латинское название галки

## Описание

### Внешний вид
Несколько мельче близкородственной клушицы: длина 37—39 см, размах крыльев 75—85 см, масса 188—252 г. Оба вида частично имеют общие морфологические характеристики, в том числе блестящее чёрное оперение, тёмную радужку и красные ноги. Наиболее заметное отличие двух птиц — форма и цвет клюва: у альпийской галки он более короткий и выпрямленный, окрашен в жёлтый цвет, тогда как у клушицы вытянутый, серповидный и имеет красную окраску. В меньшей степени галку выделяют более длинный хвост и короткие узкие крылья. Внешние половые отличия проявляются лишь в едва заметных более крупных размерах самцов. У птиц первого года жизни оперение матово-чёрное, клюв желтоватый, ноги бурые.
Полёт лёгкий и манёвренный, чередует неглубокие взмахи крыльями и скольжение в восходящих потоках тёплого воздуха. Высоко в воздухе отличается от клушицы менее прямоугольной формой крыльев и длинным клинообразным хвостом. Сравнение с другими птицами различия ещё более явные: обыкновенная галка заметно мельче, к тому же в её окраске присутствуют серые тона без блеска.

### Голос
Вокализация очень разнообразная. Как минимум 90 % издаваемых альпийской галкой звуков не похожи на звуки клушицы. Наиболее частый крик, издаваемый в том числе и многими птицами одновременно — высокое раскатистое «цирррр», похожее на гул электрических проводов. Другой характерный крик — пронзительный короткий свист с ударением на последнем слоге, передаваемый как «цииа» или «циррра», не такой благозвучный, как в первом случае. Сигнал тревоги похож на предыдущий крик, но более глубокий и насыщенный. В редких случаях кричит как клушица.

## Распространение
Населяет горные районы Палеарктики от Иберии к востоку до западного Китая. В Европе распространена практически во всех основных горных системах: Пиренеях, Юре, Альпах, Апеннинах, Стара-Планина и Родопах, а также на островах Корсика и Крит. По некоторым данным, гнездится в южных Карпатах. Единственный участок ареала в Африке относится к Атласским горам на территории Марокко.
В Передней Азии распространена на востоке Понтийских гор, в различных частях Тавра, Большом и Малом Кавказе, Армянском нагорье, Эльбурсе, Загросе. Галка широко представлена в горных системах и хребтах Центральной Азии и юга Сибири: юго-восточном и южном Алтае, Джунгарском Алатау, Тянь-Шане к востоку до Кетменя и Хан-Тенгри, Памиро-Алае, Гиндукуше, Куньлуне, Алтынтаге, Наньшане, Циляньшане, Тибетском нагорье и Гималаях.
Согласно Книге рекордов Гиннесса, это самая высоко встречающаяся птица: в 1924 году небольшая стая галок сопровождала группу британских альпинистов на высоте 8200 м (26900 футов) над уровнем моря при восхождении на Эверест. Она также размножается выше, чем любая другая птица: одно из гнёзд альпийской галки было обнаружено на высоте 6500 м над уровнем моря. Как правило, птица всё же обитает значительно ниже: в Европе от 1260 до 2880 м, в Марокко от 2880 до 3900 м, в Гималаях от 3500 до 5000 м над уровнем моря. Гнездо устраивает в труднодоступных скалистых расщелинах, корм добывает на альпийских лугах и других открытых ландшафтах. Зимой часто концентрируется вокруг поселений, лыжных курортов и отелей, где кормится пищевыми отбросами.
Несмотря на суровый климат, альпийская галка ведёт оседлый образ жизни, хотя в поисках корма нередко совершает вертикальные кочёвки. В марокканской популяции известны случаи внезапного рассеивания далеко за пределы области обитания: птицы основали небольшую колонию в южной Испании близ города Малага и были замечены на Гибралтаре, в бывшей Чехословакии, Венгрии и на Кипре.

## Питание

### Рацион
Питание смешанное с сезонными предпочтениями. Весной и летом кормится различными беспозвоночными, которых добывает на лугах: жуками (в том числе Selatosomus aeneus и Otiorhynchus morio), улитками, кузнечиками, гусеницами, личинками мух. Осенью, зимой и ранней весной переключается на растительную пищу — плоды каркаса южного, облепихи крушиновидной, шиповника и т. п. При случае употребляет в пищу плоды культурных растений — яблони, груши, винограда. В одной работе приводится свидетельство, что стая галок питалась гинецеем и лепестками шафрана весеннего (Crocus vernus albiflorus) — возможно, в качестве источника каротиноидов.
Кроме природных ресурсов, альпийская галка получает выгоду от деятельности человека. Зимой стаи птиц часто добывают пропитание на лыжных курортах, площадках для пикников, свалках пищевых отходов и возле гостиниц. В местах посещения человеком стаи птиц более многочисленные, со значительным процентом молодняка. Особенно много молодых птиц возле мусорных контейнеров. Эта птица так же, как и клушица, делает запасы пищи — прячет её в щелях скал и маскирует кусочками горной породы.

### Добывание корма
Корм всегда добывает устоявшимися группами (стаями), более многочисленными в холодное время года. В условии ограниченных ресурсов приоритетный доступ к пище получают взрослые птицы и самцы. Специфические климатические условия, доступность и качество корма могут влиять на вертикальные перемещения птиц. Летом галки обычно держатся выше границы леса, а зимой либо опускаются вдоль склонов, либо концентрируются в местах посещения людей. Осеннее движение начинается с выпадом первого снега — в светлое время суток птицы ищут пропитание в долинах, а на ночлежку вновь поднимаются наверх. В марте и апреле, когда еды совсем мало, количество посещений культурных ландшафтов достигает своего наивысшего значения. Расстояние ежедневного пути от места отдыха до кормовой базы может достигать 20 км при перепаде высот в 1600 м. В Альпах, где хорошо развит горнолыжный бизнес, большинство птиц остаётся вблизи от гнездовых участков.
В районах пересечения ареалов альпийской галки и клушицы оба вида могут образовывать смешанные стаи. Пересечение рациона незначительно: как показывают наблюдения в Альпах, клушица зимой питается почти исключительно выкопанными из земли луковицами гусиного лука, в то время как альпийская галка отдаёт предпочтение ягодам и плодам шиповника. В июне клушица переключается на гусениц, в то время как альпийская галка начинает выискивать куколок комаров-долгоножек. Позднее летом, когда доля комаров-долгоножек и жуков в рационе клушицы растёт, галка в больших количествах ловит кузнечиков. В Гималаях в ноябре альпийская галка концентрируется в посадках можжевельника, где питается его ягодами. В это же время обитающие по соседству клушицы добывают корм из земли на террасовых лужайках в пределах населённых пунктов.

## Размножение
Альпийская галка — социальная моногамная птица, образует брачный союз на несколько лет и находится вместе с партнёром даже по окончании сезона размножения. Размножается обособленными парами, начиная с мая. Несколько пар могут гнездиться в непосредственной близости друг от друга, но при этом колониальный способ размножения как таковой не развит. Гнездо рыхлое, сложено из сучьев и корешков, переплетённых стеблями трав и шерстью, сооружается в расщелинах и на скалистых уступах, изредка на фасадах заброшенных зданий. В кладке 3—5 яиц с блестящей скорлупой сливочно-белого, кремового или зеленоватого цвета с поверхностными пятнами, средним размером 33,9×24,9 мм.
Самка насиживает с первого яйца 14—21 день. Появившиеся на свет птенцы, в отличие от птенцов клушицы, покрыты густым пухом, покидают гнездо спустя 29-31 день и присоединяются к стаям. Оба родителя выкармливают потомство, включая какое-то время после приобретения способности к полёту. В стае и другие взрослые птицы могут подкармливать лётных птенцов.
Как и яйца других птиц, яйца альпийской галки содержат поры, необходимые для дыхания зародышей. Однако у этого вида они значительно уже, чем у птиц равнинных ландшафтов, что способствует удержанию влаги при испарении в условиях очень низкого атмосферного давления. Кровь эмбрионов также имеет более высокое содержание гемоглобина, необходимого для связи с кислородом и дыхания.
По наблюдениям в итальянских Альпах, расположение гнезда у альпийской галки отличается большим разнообразием в сравнении с расположением гнезда клушицы. Если последняя использует только скалистые карнизы, то галка также занимает трещины, углубления обрывов и даже неиспользуемые постройки искусственного происхождения. Сроки размножения описываемого вида в сравнении с клушицей сдвинуты примерно на месяц вперёд, при этом гнездовая биология обоих видов схожая.

## Природные враги
На альпийскую галку охотятся в первую очередь пернатые хищники: сапсан, беркут, филин. За разорением птичьих гнёзд замечен ворон. В одной научной статье описывается уникальное наблюдение: в пакистанском парке Ханжераб пять или шесть птиц кружили перед одинокой лисицей, опускаясь на землю перед самым её носом и снова взлетая. Авторы статьи полагают, что таким образом птицы отрабатывали тактику спасения от животного, которое также хорошо известно охотой на этих птиц, либо прогоняли его с излюбленной поляны.
Известные птичьи паразиты: блохи Ceratophyllus vagabunda, Frontopsylla frontalis и Frontopsylla laetus, ленточный червь Choanotaenia pirinica и разнообразные вши из родов Brueelia, Menacanthus и Philopterus.

## Природоохранный статус
По оценкам Международного союза охраны природы, суммарная площадь области распространения альпийской галки составляет порядка 3,5 млн кв км, приблизительная численность — от 796 до 3720 тыс. голов. Состояние вида в целом считается стабильным, его статус в международной Красной книге — таксон наименьшего риска (категория LC).
Во времена последнего ледникового периода ареал птицы был значительно шире, на юге достигал южной Италии. После него остались многочисленные реликтовые популяции, которые окончательно исчезли лишь в последние столетия: например, вплоть до XIX века альпийские галки гнездились в польских Татрах. Окаменелые останки птиц были обнаружены на Канарских островах. В Болгарии численность птиц сократилась с порядка 77 пар в 1950—1981-е годы до 14 в 1996—2006-е и продолжает сокращаться. Предполагают, что эта локальная деградация связана с возросшим выпасом скота, из-за которого высокотравье сменяется низкорослой кустарниковой растительностью. Альпийские луга могут быть использованы под строительство лыжных трасс и турбаз, что также уменьшает площади, на которых добывают себе корм птицы. Наблюдения показывают, что там, где человеческая деятельность минимальна, численность галок остаётся стабильной или даже растёт. Наоборот, в областях с интенсивным земледелием, как например в Великобритании, французской Бретани, юго-западной Португалии и Шотландии, птицы перестают гнездиться.
Местами альпийская галка может страдать от присутствия в почве пестицидов и токсичных тяжёлых металлов, ливневых дождей и беспокойства со стороны людей, в том числе намеренного уничтожения. Потенциальную опасность представляет глобальное потепление, уменьшающее приемлемые места обитания.